# Daisuke Tomatsu
Daisuke Tomatsu (en japonés: 戸松大輔, Tomatsu Daisuke; 22 de abril de 2000) es un deportista japonés que compite en tiro con arco, en la modalidad de arco recurvo. Ganó una medalla de plata en el Campeonato Mundial de Tiro con Arco en Sala de 2018, en la prueba individual.

## Palmarés internacional
| Campeonato Mundial en Sala | Campeonato Mundial en Sala | Campeonato Mundial en Sala | Campeonato Mundial en Sala |
| Año                        | Lugar                      | Medalla                    | Prueba                     |
| -------------------------- | -------------------------- | -------------------------- | -------------------------- |
| 2018                       | Yankton (Estados Unidos)   | Medalla de plata           | Individual                 |